# 2061 Anza
2061 Anza је Амор астероид са средњом удаљеношћу од Сунца која износи 2,265 астрономских јединица (АЈ).
Апсолутна магнитуда астероида је 16,56.